# Mauritel
Mauritel est l'opérateur historique de télécommunications en Mauritanie, il est né à la suite de la scission en 1999 de l’Office des Postes et Télécommunications.
Il est depuis 2001, filiale à 51% du Groupe Maroc Telecom.
Mauritel fournit ses services modernes à près de 90% de la population mauritanienne et détient 60% du marché total des télécommunications en Mauritanie.  Bien que le marché des télécommunications en Mauritanie soit libéralisé depuis 2009, année où deux licences de téléphonie fixe ont été octroyées à Mattel et Chinguitel, Mauritel reste le seul opérateur dans le domaine des lignes téléphoniques, le nombre de lignes qu'il gère dépassant les 41 000 lignes.  en 2011 et 7000 abonnés Internet via ADSL.  Afin de garantir ses besoins croissants dans le domaine de la connectivité internationale (téléphone, bande passante Internet), Mauritel a participé en 2010 à hauteur de 20% à un rassemblement d'intérêt économique qui rassemble tous les opérateurs mauritaniens dans le domaine des télécommunications et de la poste afin de  investir dans l'établissement d'une ligne maritime entre les côtes de l'Afrique et de l'Europe

## Histoire

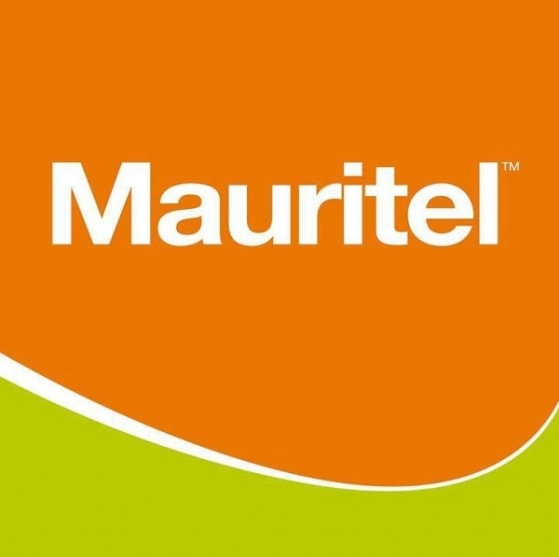
Ancien logo.

Le 1er janvier 2021, l'identité visuelle Mauritel est remplacée par la marque Moov Mauritel et le lancement de son réseau 4G le premier du pays .

## Programmede modernisation
Suite aux lourdes sanctions financières (313,2 millions d’ouguiyas) infligées à Mauritel par l’Autorité de régulation (ARE) en 2024, l’opérateur de téléphonie mobile Moov Mauritel a entrepris un vaste programme d’investissement de 14 milliards d’anciens ouguiyas (près de 35,2 millions de dollars), destiné à renforcer et à améliorer ses infrastructures. Ce projet aussi moderne qu’ambitieux a permis d’améliorer considérablement la qualité de la voix et de l’internet sur l’ensemble du territoire mauritanien.

## Chiffres clés
Au 30-09-2024:
- Parc Mobile (2G/3G/4G): 2.500.000 abonnés.
- Lignes fixes: 15000.
- Haut débit fixe (fibre): 37000